# Bonoua (Djibasso)
Pour les articles homonymes, voir Bonoua.
Bonoua est une commune située dans le département de Djibasso de la province de Kossi au Burkina Faso.